# ザ・ドリフターズ ヒットコレクション〜ドリフだョ!なかにし礼だョ!全員集合〜
『ザ・ドリフターズ ヒットコレクション ～ドリフだョ!なかにし礼だョ!全曲集合～』（ザ・ドリフターズ ヒットコレクション ドリフだョ!なかにしれいだョ!ぜんいんしゅうごう）は、ザ・ドリフターズのベスト・アルバム。2016年2月10日発売。発売元はユニバーサル ミュージック合同会社。

## 解説
作詞家のなかにし礼が作詞・替詞などを手掛けたザ・ドリフターズの歴代の楽曲をほぼ完全収録したコラボレーション・ベスト・アルバム。

## 収録曲
1. ズッコケちゃん
作詞：なかにし礼、作曲：不詳（採譜：池すすむ）、編曲：萩原哲晶
2. ドリフのズンドコ節（オリジナルバージョン）
作詞・作曲：不詳、補作詞：なかにし礼、編曲：川口真
3. ドリフのほんとにほんとにご苦労さん
原詞：野村俊夫、替詞：なかにし礼、作曲：倉若晴生、編曲：川口真
4. 誰かさんと誰かさん
作詞：なかにし礼、作曲：スコットランド民謡、編曲：川口真
5. 大変うたい込み
作詞：なかにし礼、日本民謡（宮城）、編曲：川口真
6. 北海盆唄より ドリフ音頭
作詞：なかにし礼、作曲：日本民謡（北海道）、編曲：川口真
7. 会津磐梯山
作詞：なかにし礼、作曲：日本民謡（福島）、編曲：川口真
8. ドリフのツンツン節
作詞：なかにし礼、作曲：不詳、編曲：川口真
9. 八木節
作詞：なかにし礼、作曲：日本民謡（群馬・栃木）、編曲：川口真
10. のってる音頭
作詞：なかにし礼、作曲：日本民謡（秋田）、編曲：川口真
11. ドリフのおこさ節
作詞：なかにし礼、作曲：日本民謡（秋田）、編曲：川口真
12. 冗談炭坑節
作詞：なかにし礼、作曲：日本民謡（福島）、編曲：川口真
13. ドリフのツーレロ節
作詞：なかにし礼、作曲：不詳、編曲：川口真
14. ドリフのラバさん
作詞・作曲：石田一松、補作詞：なかにし礼、編曲：川口真
15. ドリフの真赤な封筒
作詞:永田哲夫、補作詞：なかにし礼、作曲:ハワイ民謡、編曲:川口真
16. グリーン・グリーン
作詞:なかにし礼、作曲:Dr.E.Mandalay / B.McGuire、編曲:川口真
17. こげよマイケル
作詞:なかにし礼、作曲:トラディショナル（黒人霊歌）、編曲:川口真
18. グローリー・ハレルヤ
作詞：なかにし礼、作曲：S.Williams、編曲：川口真
19. ワルツィング・マチルダ
作詞：なかにし礼、作曲：Marie Cowan、編曲：川口真
20. デービー・クロケットのうた
作詞:なかにし礼、作曲:G.Bruns / T.Blackburn、編曲:川口真
21. ドリフのズンドコ節（志村けんバージョン）
作詞・作曲：不詳、補作詞：なかにし礼、編曲：川口真

※ 原盤協力：渡辺音楽出版（#13、#14）